# Туя складчатая
Ту́я скла́дчатая, или Ту́я гига́нтская, или Ту́я пликата (лат. Thuja plicata) — вид голосеменных растений рода Туя (Thuja) семейства Кипарисовые (Cupressaceae).
Названия на других языках: англ. Western Red Cedar.
Неофициальные названия: Западный красный кедр, Красный кедр, Канадский красный кедр.

## Распространение и экология
В природе ареал вида охватывает северо-запад Северной Америки, главным образом береговую полосу Тихого океана между 40° и 60° северными широтами — в Канаде провинции Альберта и Британскую Колумбию; в США — южная часть Аляски, штаты Айдахо, Монтана, Орегон, Вашингтон и север Калифорнии.
Растёт чистыми насаждениями или в смеси с Елью ситхинской, Тсугой западной, Пихтой миловидной; в горах — с Лиственницей западной, Сосной белой западной, Пихтой одноцветной и другими видами.
К почвам достаточно малотребовательна, но лучше всего развивается на влажных, плодородных, мощных, хорошо дренированных почвах. Встречается по низменным, заболоченным местам, берегам рек, вблизи моря, где достигает наибольших размеров. В горах растёт по теневым склонам. На границе распространения переходит в кустарниковую форму.
Теневынослива и ветроустойчива.
Всхожесть семян 50—75 %. Продолжительность жизни растения — 500—800 лет.
|                                                                                        |
|                                                                                        |
|                                                                                        |
| Сверху вниз. Кора взрослого дерева. Ветка с молодыми шишками. Ветка с старыми шишками. |

## Ботаническое описание
Деревья высотой 45—60 (до 75) м и диаметром ствола 120—240 см, с пирамидальной или конической кроной, горизонтальными ветвями и несколько поникающими, плоскими побегами.
Кора трещиноватая, волокнистая, красновато-коричневая, толщиной 1—2,5 см.
Листья на верхней стороне побегов глянцевито-зелёные, на нижней — с беловатыми полосками. Боковые листья — ладьевидно сложенные.
Шишки продолговато-овальные, длиной 10—12 мм, состоят из 4—6 пар чешуек, из которых 2—3 пары несут по 3 семени. Семена плоские, с двумя крыльями. В 1 кг — 450—1100 тысяч семян.

## Значение и применение
Имеет прочную ценную древесину, идущую на отделку зданий, столярные работы, заборы, столбы и т. п.
Все формы туи складчатой — очень декоративны. Типичная форма хороша для образования густых групп, аллей; карликовая — для каменистых участков; плакучая — для одиночных посадок на газоне и у воды; формы с цветной окраской хвои — для создания контрастных композиций. Рекомендуется для садово-паркового строительства в южных районах России.
В Европу интродуцирована в 1853 году. Культивируется как декоративное в садах и парках. Вполне хорошо растёт в Англии, Франции, Германии и ряде других стран.
Удачно сочетается с псевдотсугой, сосной жёлтой, кипарисовиком, пихтой и другими видами тсуг.
На юге России в культуре присутствуют сорта: Zebrina, Atrovirens, Can-Can и Dura.

## Классификация

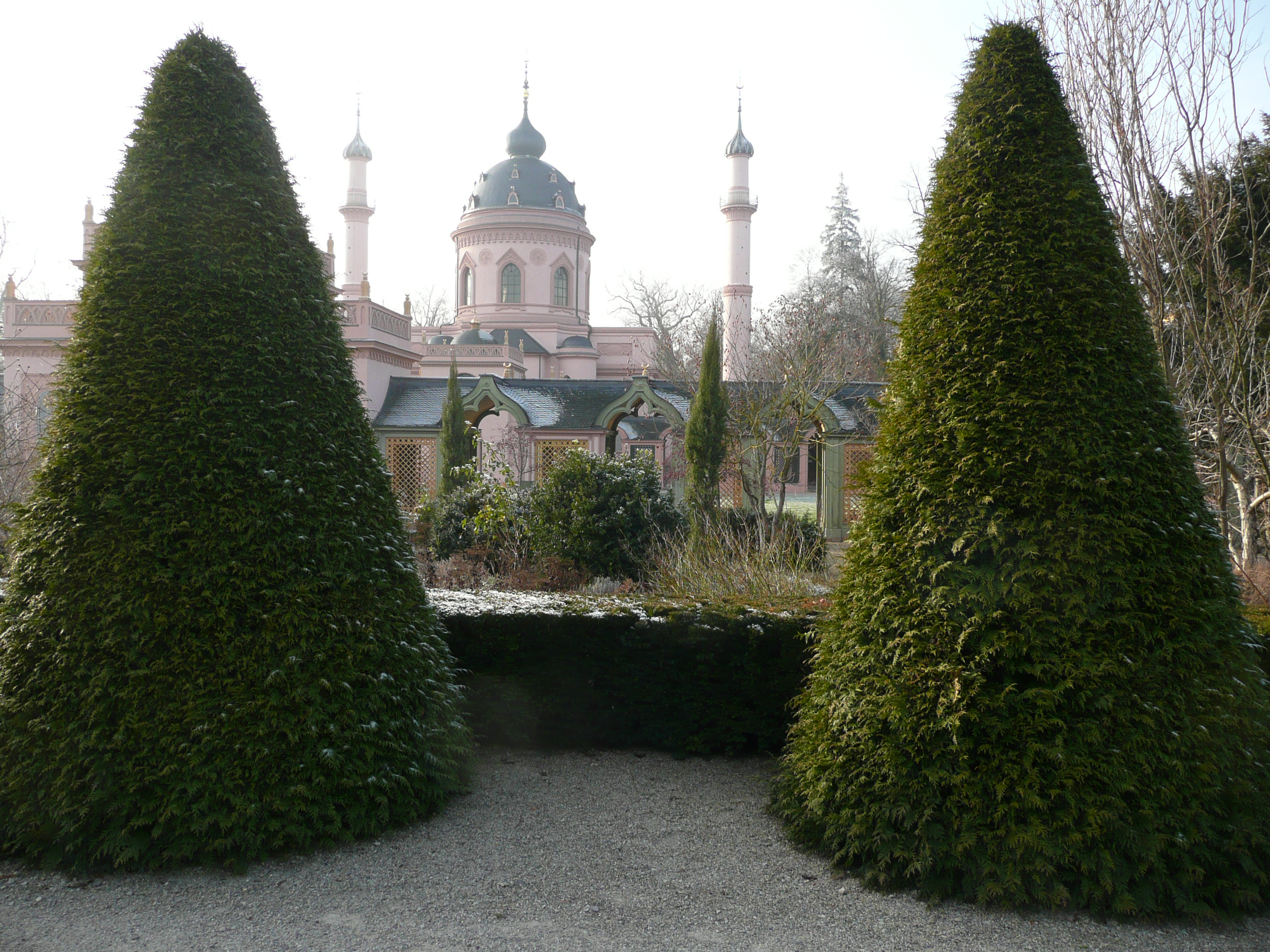
Туя складчатая, «Турецкий Сад», замок «Шветцинген», Германия

### Разновидности
В природе, в рамках вида выделяют две разновидности:
- береговая — растущая в достаточно влажном и тёплом климате;
- горная (восточная) — предпочитающая более континентальные условия.

В декоративно-парковом хозяйстве используют следующие формы туи складчатой:
- Thuja plicata f. atrovirens Sudw. — с тёмно-зелёной хвоёй;
- Thuja plicata f. fastigata Schneid. — с колонновидной формой кроны;
- Thuja plicata f. pendula Schneid. — с плакучей формой кроны.

### Таксономия
Вид Туя складчатая входит в род Туя (Thuja) семейства Кипарисовые (Cupressaceae) порядка Сосновые (Pinales).
|  |                    |  |                                          |                                          |                       |  | ещё 6 семейств | ещё 6 семейств |                    |  |  |  | ещё 4 вида |
|  |                    |  |                                          |                                          |                       |  | ещё 6 семейств | ещё 6 семейств |                    |  |  |  | ещё 4 вида |
|  |                    |  |                                          | порядок Сосновые                         |                       |  |                |                | род Туя            |  |  |  |            |
|  |                    |  |                                          | порядок Сосновые                         |                       |  |                |                | род Туя            |  |  |  |            |
|  | отдел Голосеменные |  |                                          |                                          | семейство Кипарисовые |  |                |                | вид Туя складчатая |  |  |  |            |
|  | отдел Голосеменные |  |                                          |                                          | семейство Кипарисовые |  |                |                |                    |  |  |  |            |
|  |                    |  | ещё 13—14 порядков голосеменных растений | ещё 13—14 порядков голосеменных растений |                       |  |                | ещё 29 родов   | ещё 29 родов       |  |  |  |            |
|  |                    |  |                                          | ещё 13—14 порядков голосеменных растений |                       |  |                |                | ещё 29 родов       |  |  |  |            |